# Sonnberg (Gemeinde Tragöß-Sankt Katharein)
Sonnberg ist eine Katastralgemeinde der Gemeinde Tragöß-Sankt Katharein im Bezirk Bruck-Mürzzuschlag in Steiermark.
Die Katastralgemeinde liegt östlich des Lamingtales und erstreckt sich bis zum Wohntalhochegg. Gegenüber liegt die Katastralgemeinde Schattenberg.

## Siedlungsentwicklung
Zum Jahreswechsel 1979/1980 befanden sich in der Katastralgemeinde Sonnberg insgesamt 62 Bauflächen mit 24.900 m² und 33 Gärten auf 24.189 m², 1989/1990 gab es 113 Bauflächen. 1999/2000 war die Zahl der Bauflächen auf 329 angewachsen und 2009/2010 bestanden 160 Gebäude auf 331 Bauflächen.

## Bodennutzung
Die Katastralgemeinde ist land- und forstwirtschaftlich geprägt. 201 Hektar wurden zum Jahreswechsel 1979/1980 landwirtschaftlich genutzt und 822 Hektar waren forstwirtschaftlich geführte Waldflächen. 1999/2000 wurde auf 167 Hektar Landwirtschaft betrieben und 832 Hektar waren als forstwirtschaftlich genutzte Flächen ausgewiesen. Ende 2018 waren 148 Hektar als landwirtschaftliche Flächen genutzt und Forstwirtschaft wurde auf 831 Hektar betrieben. Die durchschnittliche Bodenklimazahl von Sonnberg beträgt 20,2 (Stand 2010).